# Jōmon-Zeit
Als Jōmon-Zeit (jap. 縄文時代, jōmon jidai) oder Jōmon-Kultur (縄文文化, jōmon bunka) wird eine von etwa 14.000 bis 300 v. Chr. dauernde Periode der Vorgeschichte Japans bezeichnet, in der sich verschiedene Phasen unterscheiden lassen. Damals war die Inselgruppe von Jäger-Fischer-Sammlern bewohnt, die begannen, sesshaft zu werden. Funde charakteristisch verzierter Keramik gaben der kulturellen Epoche ihren Namen. Der Begriff geht auf den amerikanischen Zoologen Edward Sylvester Morse (1838–1925) zurück, der während seiner Zeit als Professor in Tokio 1877 die Muschelabfallhaufen (Køkkenmøddinger) in Ōmori im heutigen Ōta (Tokio) untersuchte. Dabei fand er im Køkkenmødding Scherben einer Keramik mit auffälligen Mustern, die er cord marks nannte und damit analog zum deutschen Begriff der Schnurkeramik benannte.  Jōmon (縄文) bedeutet im Japanischen Schnurmuster. Die Besonderheit dieser Jōmon-Keramik besteht in ihrer kreativen Gestaltung. Durch Abdrücke verschieden dicker Schnüre im feuchten Ton werden die in der beginnenden Jōmon-Zeit eher kleinen Töpfe und Schalen mit bestimmten  Mustern verziert. Typisch sind Spiralmuster und flammenartige Formen. Gebrannt wurde die Keramik bei relativ niedrigen Temperaturen im Vergleich zur Yayoi-Zeit.

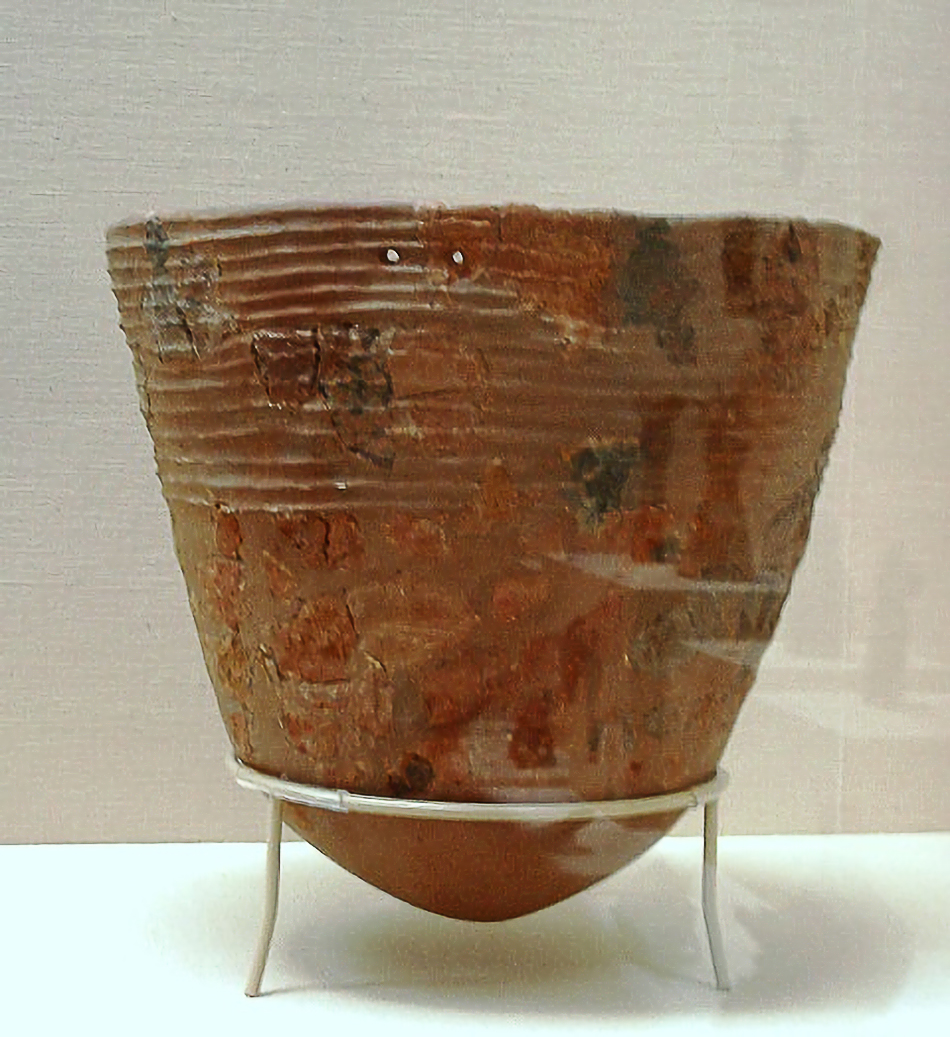
Gefäß der beginnenden Jōmon-Zeit (11.000–7000 v. Chr., Tokyo National Museum, Japan)
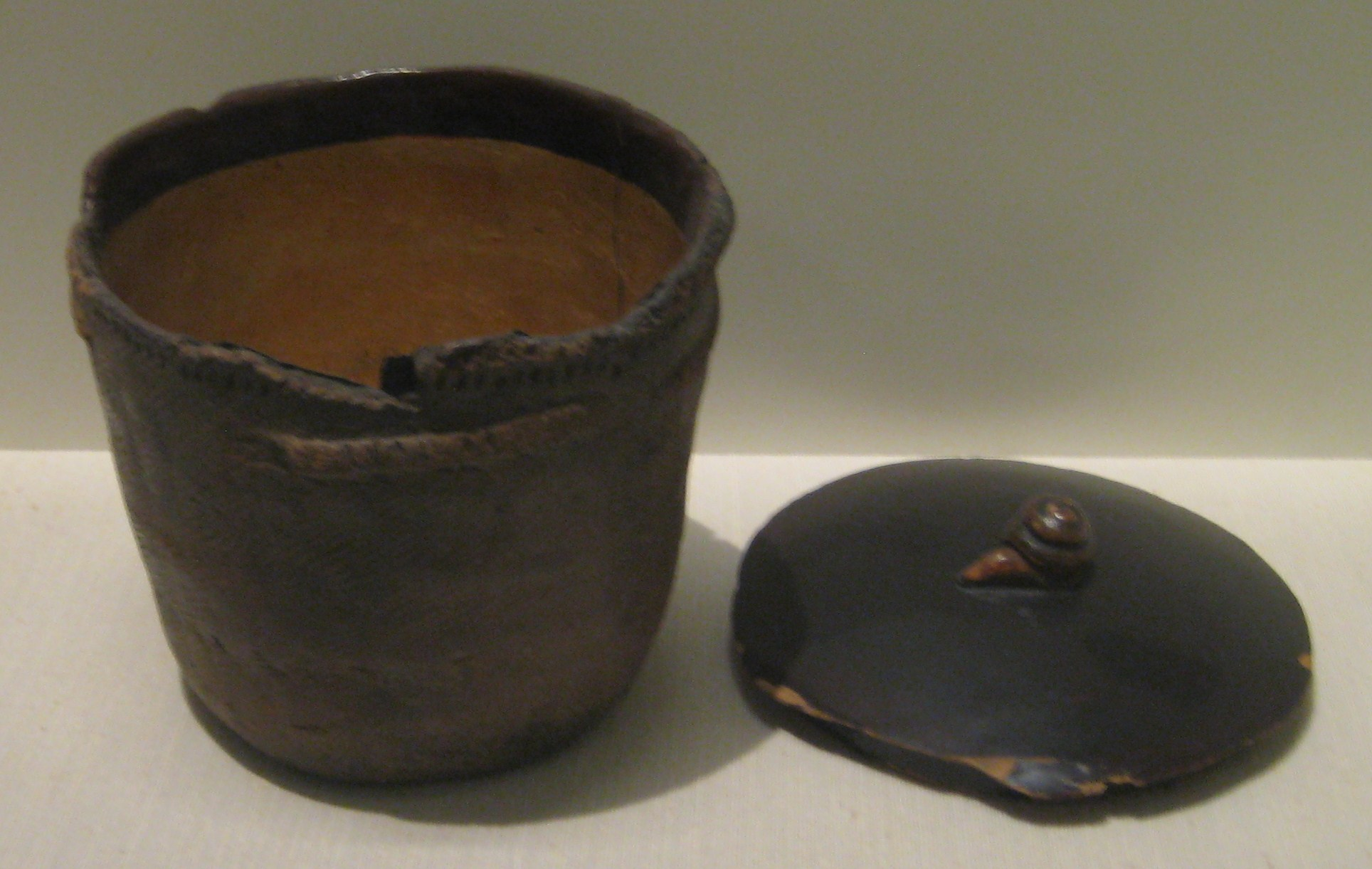
Topf der frühen Jōmon-Zeit (etwa 5000 v. Chr., British Museum, London)
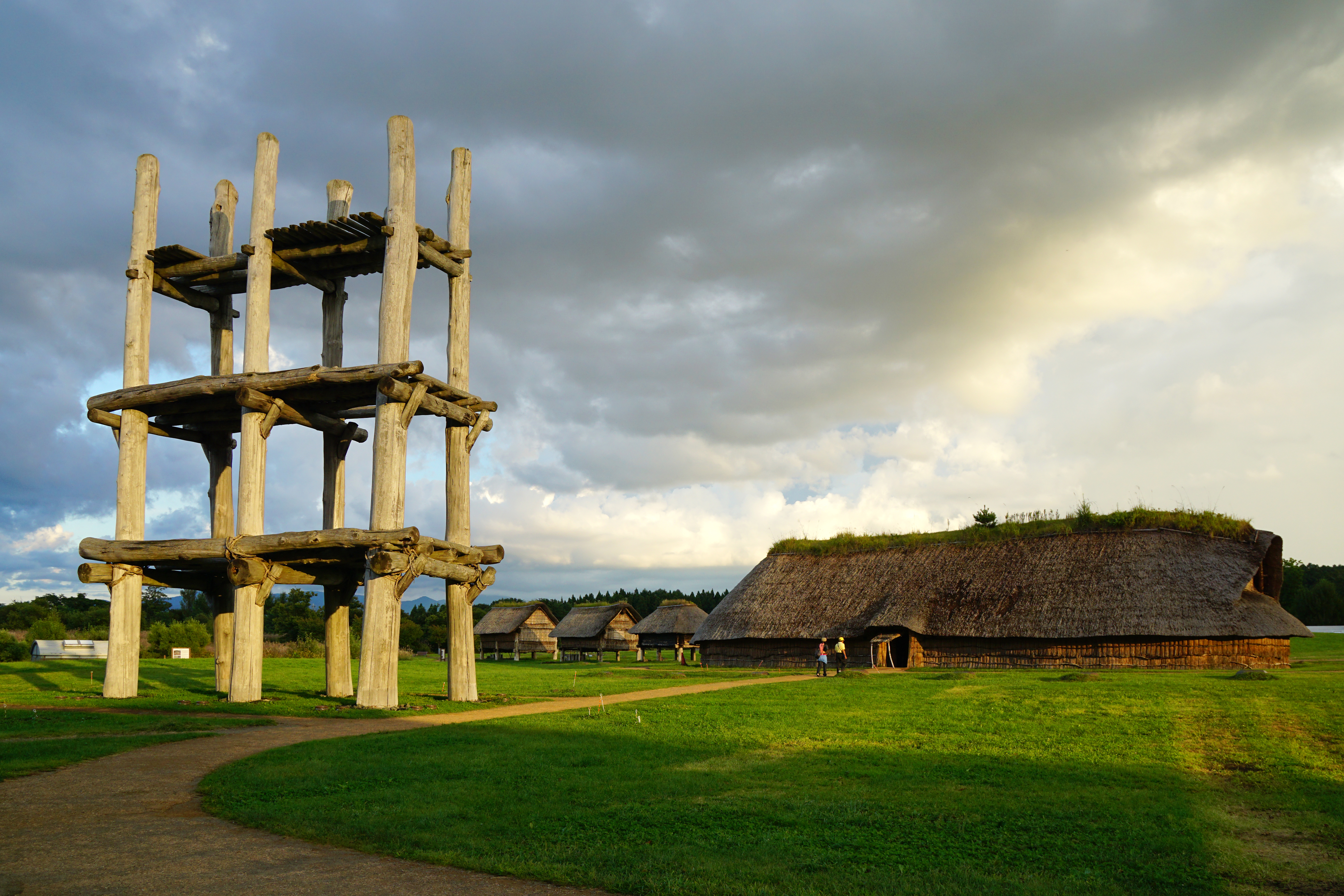
Rekonstruktion eines Turms der Jōmon-Zeit (um 2600 v. Chr.) in Sannai-Maruyama (Präfektur Aomori)
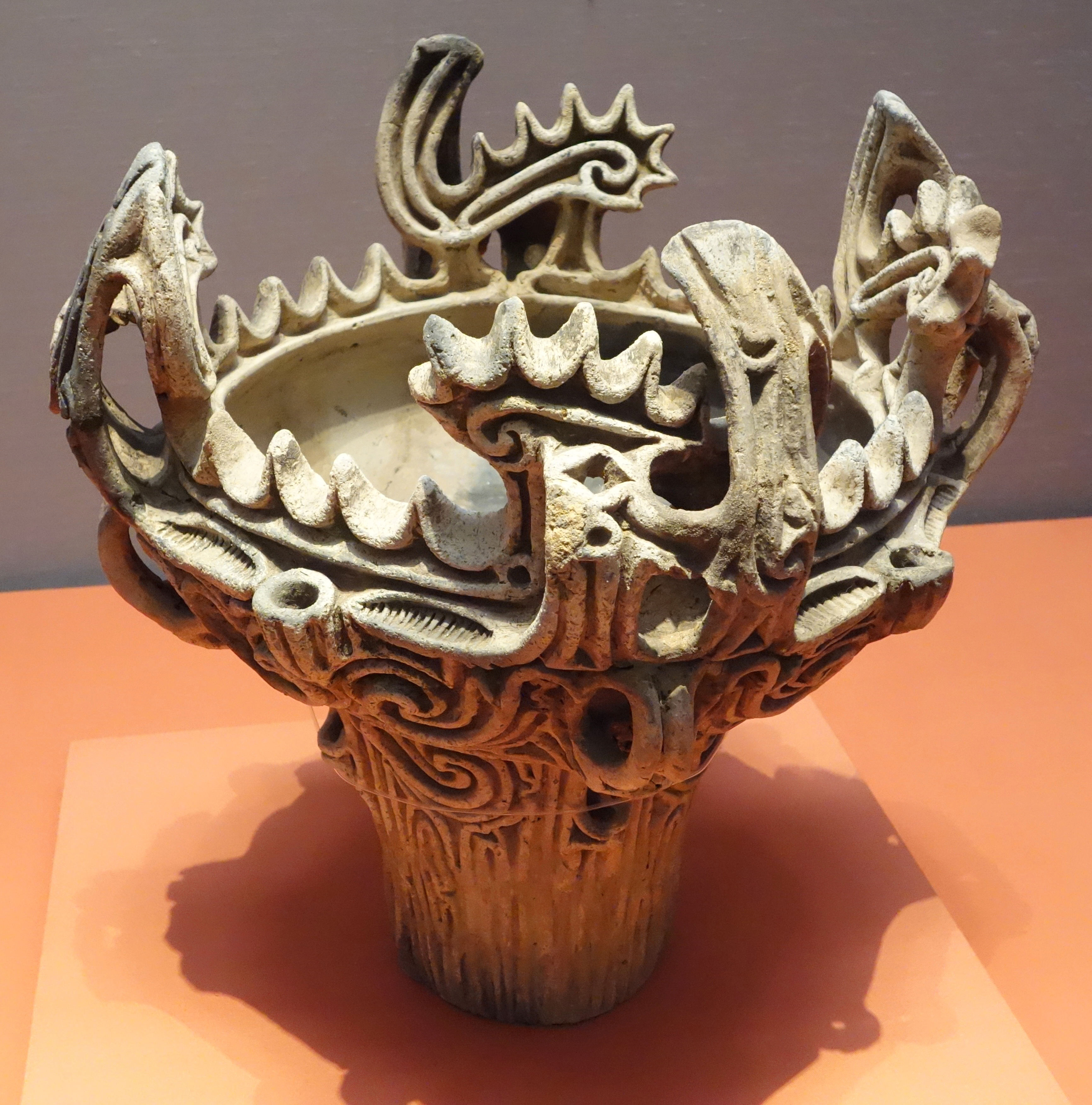
Kaen-Doki (火焔土器) (3000–2000 v. Chr., Tokyo National Museum)
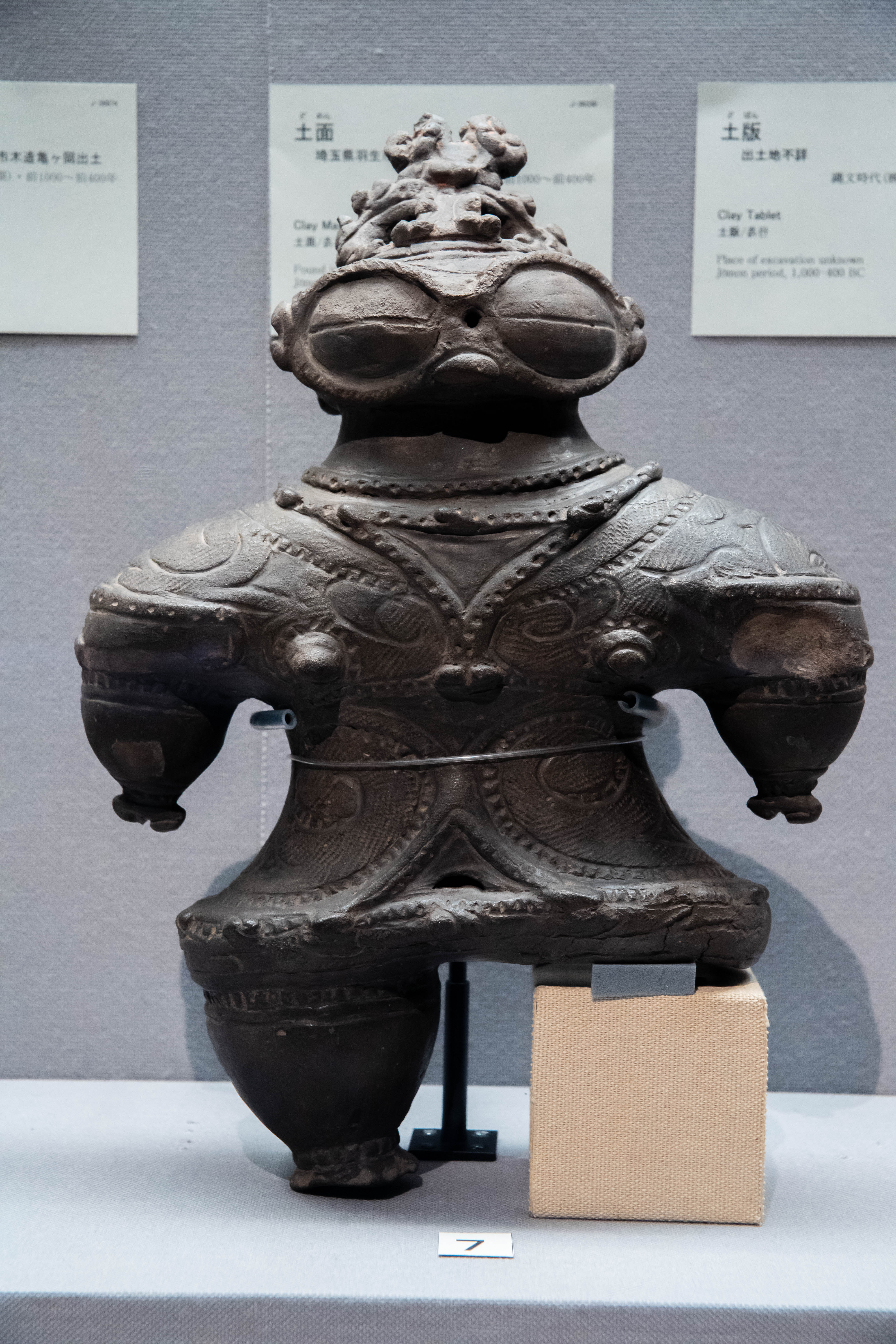
Shakōki Dogū (遮光器土偶) aus der Späten Jōmon-Zeit (1000–400 v. Chr.), ausgestellt im Tokyo National Museum

Es bestehen starke Ähnlichkeiten zwischen der Jōmon-Kultur und den präkolumbianischen Kulturen der nordamerikanischen Nordwestküstenkultur sowie der Valdivia-Kultur in Ecuador.

## Herkunft
Die Herkunft der Jōmon-Bevölkerung war lange Zeit umstritten. Anthropologische Untersuchungen zeigten, dass die Jōmon ursprünglich eine hellere Hautfarbe, eher an Europäer erinnernde Augen ohne die typisch ostasiatische Lidfalte und eine vergleichsweise starke Körperbehaarung besaßen, die braun oder schwarz war. Einige Anthropologen sahen in ihnen daher lange Zeit einen europäischen Typus. Forschungen und Funde legen nahe, dass die Jōmon von einer Population abstammen, die von Süd-Sibirien aus über Sachalin nach Japan einwanderte.
Die Jōmon-Zeit begann vor etwa 14.000 Jahren; etwa zur selben Zeit wurde eine Migration von Menschen von Süd-Sibirien ausgehend nach Japan nachgewiesen. Diese Menschen gehörten einerseits der Haplogruppe C1a1 an, welche heute hauptsächlich in Japan gefunden wird (etwa 6 %). Die nächste verwandte Haplogruppe C1a2 kam im paläolithischen sowie neolithischen Europa vor und wird heute in manchen Europäern, Armeniern und Berbern gefunden. Andererseits gehörte das Jōmon-Volk der Linie D-M55 an, welche ausschließlich in Japan und Teilen Sibiriens und Tibets gefunden wird. C1a1 hat ihren Ursprung im Kaukasus, beziehungsweise im Schwarzmeerraum, während D-M55 in Zentralasien entstand. Laut Brace et al. haben die Jōmon nicht nur anthropologische Ähnlichkeiten mit Europäern, sondern auch genetische Verbindungen, die in die Zeit des Paläolithikums beziehungsweise des Neolithikums zurückreichen.
Ähnlich wird die Herkunft der Jōmon im Japanischen Journal für Archäologie gesehen. Seguchi et al. vermuten, dass während der Jōmon-Zeit mehrere verschiedene Völker nach Japan einwanderten, darunter eine mit heutigen Europäern verwandte Gruppe. Neuere Genom-Analysen der gesamten autosomalen DNA zeigen, dass heutige Japaner nur etwa 10 % oder weniger genetische Übereinstimmung mit den Jōmon haben.
Die Ainu gelten als Nachfahren der Jōmon. Die Zuordnung der Emishi ist umstritten.

## Überblick

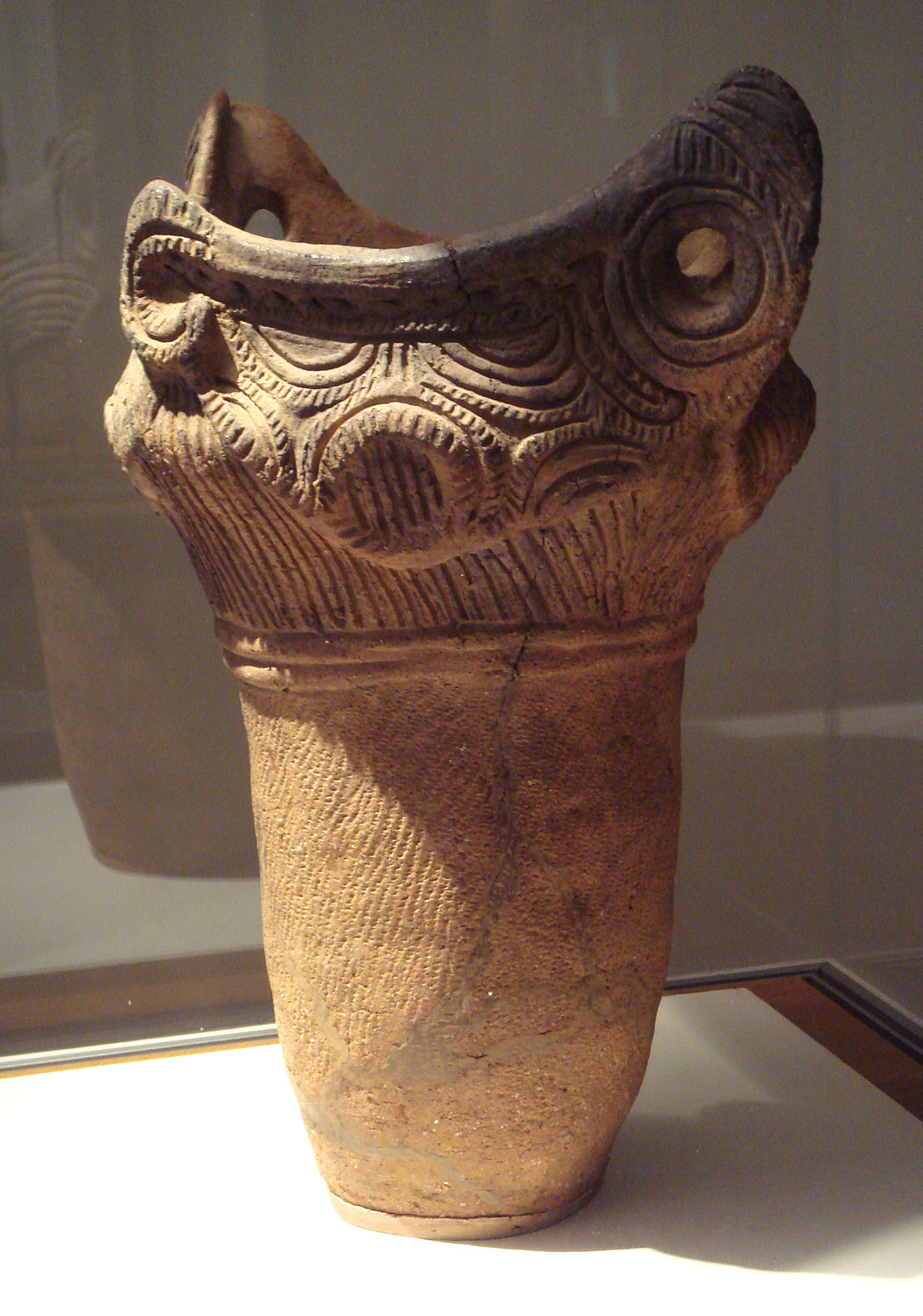
Jōmon-Keramik (4-2. Jahrtausend v. Chr.) Museum Guimet, Paris

In der Jōmon-Zeit lebten die Menschen als Jäger und Sammler, wobei eine frühe Form der Agrikultur nachweisbar ist. Das Klima war mild und warm, und es wuchs eine üppige Vegetation auf den japanischen Inseln. Die Nahrung bestand hauptsächlich aus Fisch und Schalentieren, Hirsche und Wildschweine wurden in Gruppen gejagt. Dazu wurden Pflanzen und Früchte gesammelt. Die Töpfe dienten vermutlich der Lagerung von Früchten und dem Transport von Wasser.
Die ältesten Keramikfunde der Jōmon-Zeit stammen von der Insel Kyūshū, aus der Zeit 13.000 v. Chr. Jōmon-Keramik gehört damit zweifellos zu den ältesten Tonwaren der Welt.
Ab ca. 5000 v. Chr. bildeten sich immer größere Dörfer mit bis zu 300 Bewohnern. Grubenhäuser mit Bambusdächern dienten vorwiegend als Unterkunft. Manche dieser Häuser waren mit steinernen Bodenplatten ausgestattet. An der Fundstelle Sannai-Maruyama in Aomori wurde eine solche frühzeitliche Emishi-Siedlung als Freilichtmuseum aufwendig rekonstruiert.
Welche Rolle Kulturpflanzen für die Jōmon-Kultur spielten, wird in der Fachwelt noch diskutiert. Gary Crawford ist beispielsweise der Ansicht, dass sich die erste Form von Landwirtschaft bereits in dieser Zeit entwickelte. Demnach wurden unter anderem Reis, Getreide, Sojabohnen, Kürbisse, Hanf, Perilla und Adzukibohnen angebaut. Für Hermann Parzinger hingegen stammen die gelegentlichen Funde von Kulturpflanzen möglicherweise gar nicht aus der Jōmon-Schicht und sind vielmehr im Laufe der Zeit abgesunken. Für Parzinger steht fest: „Wirklicher Ackerbau und die Nutzung von Kulturpflanzen sind jedenfalls erst in der auf Jōmon folgenden Yayoi-Periode ab ca. 300 v. Chr. nachgewiesen.“

## Religion
Über die Verehrung von Gottheiten während der Jōmon-Zeit ist wenig bekannt, da keine schriftlichen Überlieferungen vorliegen und es keine bildlichen Darstellungen gibt. Es wurden Berge und Bäume verehrt. Besondere Plätze wie Wasserfälle, Felsvorsprünge oder große Bäume dienten als rituelle Orte für die Ausübung der Gottesverehrungen. Neben diesen Göttern gab es noch Spirituelle, die in Kontakt mit den Ahnen standen. Durch sie wurde die Kommunikation mit Verstorbenen hergestellt und gepflegt.
In der Spätphase der Jōmon-Zeit entstanden eindrucksvolle Monumente, die auf mathematische und astronomische Kenntnisse hinweisen. Bei einem handelt es sich vermutlich um einen Kalender. So entstand etwa ein Turm, der so ausgerichtet ist, dass die Säulen den Sonnenstand zur Sommersonnenwende markieren. Die Schatten der Pfosten laufen an diesem Tag genau diagonal zur Basis des Turms.
Aus der Jōmon-Zeit sind auch die sogenannten Dogū erhalten. Dabei handelt es sich um Tonstatuen, deren Zweck bis heute unbekannt ist.
Seit 2012 trägt der Asteroid (14010) Jomonaomori den Namen jener Ära.

## Einteilung
| Name                           | Zeitraum              | Merkmale                                                       |
| ------------------------------ | --------------------- | -------------------------------------------------------------- |
| Beginnende Jōmon-Zeit Jōmon I  | 16.500–10.000 v. Chr. | Erste Nutzung von Keramik auf den japanischen Inseln           |
| Frühste Jōmon-Zeit Jōmon II    | 10.000–7.000 v. Chr.  | Erste Ton-Figuren. Jōmon-Kultur erreicht die Hauptinsel Honshū |
| Frühe Jōmon-Zeit Jōmon III     | 7000–5.450 v. Chr.    | Die ersten größeren Siedlungen in der Jōmon-Kultur             |
| Mittlere Jōmon-Zeit Jōmon IV   | 5.450–4.420 v. Chr.   |                                                                |
| Späte Jōmon-Zeit Jōmon V       | 4.420–3.220 v. Chr.   |                                                                |
| Ausgehende Jōmon-Zeit Jōmon VI | 3.220–300 v. Chr.     |                                                                |

Auf die Jōmon-Kultur folgte die Yayoi-Kultur, welche sich durch eine neuartige, von der Jōmon-Kultur gänzlich verschiedene Töpfereikunst auszeichnet.